# Sitzendorf (Herrschaft)
Die Herrschaft Sitzendorf war eine Grundherrschaft im Viertel unter dem Manhartsberg im Erzherzogtum Österreich unter der Enns, dem heutigen Niederösterreich.

## Ausdehnung
Die Herrschaft, welcher auch Groß angehörte, umfasste zuletzt die Ortsobrigkeit über Groß, Kleinstelzendorf, Wolfsbrunn, Wartberg, Sitzendorf, Goggendorf, Niederschleinz und Frauendorf. Der Sitz der Verwaltung befand sich in Sitzendorf.

## Geschichte
Letzter Inhaber der Familienfideikommissherrschaft war der k.k. wirkliche Kämmerer Johann Baptist Karl Graf von Dietrichstein-Proskau-Leslie (1772–1852), bis diese mit den Reformen 1848/1849 aufgelöst wurde.